# Kunz (chanteur)
Pour les articles homonymes, voir Kunz.
Kunz, nom de scène de Marco Kunz, est un chanteur suisse, né le 14 août 1985 à Mauensee. Il chante en dialecte lucernois.

## Biographie
Marco Kunz naît le 14 août 1985 à Mauensee, dans le canton de Lucerne. 
Il a une sœur et grandit dans cette même commune, où leur père, Sepp, assure la conciergerie de l'école et chante du yodel. Il suit l'école secondaire à Sursee, puis fait à partir de 2001 un apprentissage de maçon à Schenkon.
Il travaille comme maçon à 40 % jusqu'en 2011.
Il est marié depuis 2018 et père de deux enfants.

## Parcours musical
Parfois surnommé le Ryan Gosling des Alpes,, il sort son premier album, Eifach so (comptant six chansons et devenu disque d'or), en 2014. Son deuxième album se place directement en tête des classements musicaux suisses ; les trois suivants atteignent également la première place de ces classements.
Il remporte à deux reprises le Prix Walo (de) (en 2016, celui de la révélation de l'année 2015 ; et en 2018, celui de la catégorie pop et rock) et deux prix aux Swiss Music Awards en 2022 (meilleur album et meilleure performance masculine).

## Discographie
- 2014 : Eifach so[13]
- 2015 : Mundart Folk[14],[15]
- 2017 : No Hunger[16],[17]
- 2019 : Förschi[18],[19] (équivalent de Vorwärts en allemand, soit En avant[20])
- 2021 : Mai[21],[22]
- 2023 : Proviant[9]